# University of Massachusetts Amherst

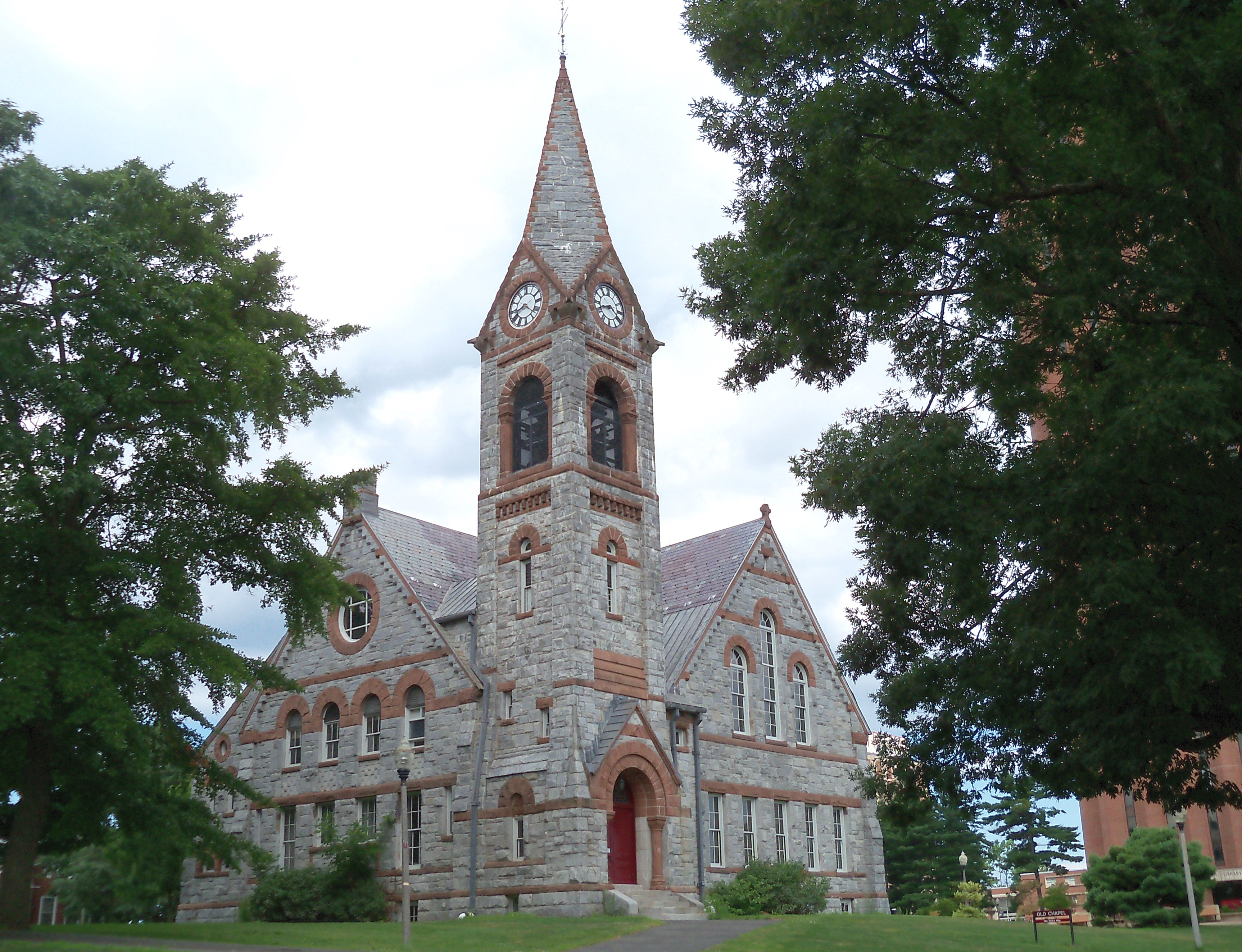
„Old Chapel“ (1884–1886)

Die University of Massachusetts Amherst – kurz UMass Amherst oder einfach UMass – ist eine staatliche Universität in der Kleinstadt Amherst im Westen des US-Bundesstaats Massachusetts.
Sie wurde 1863 als Massachusetts Agricultural College gegründet und bildet heute den Hauptcampus der University of Massachusetts, des staatlichen Universitätssystems von Massachusetts.
Die Universität bietet zahlreiche Bachelor-, Master- und Ph.D.-Studiengänge an, vor allem in Geistes-, Natur- und Ingenieurwissenschaften. Im Herbst 2021 waren 32.045 Studierende eingeschrieben.

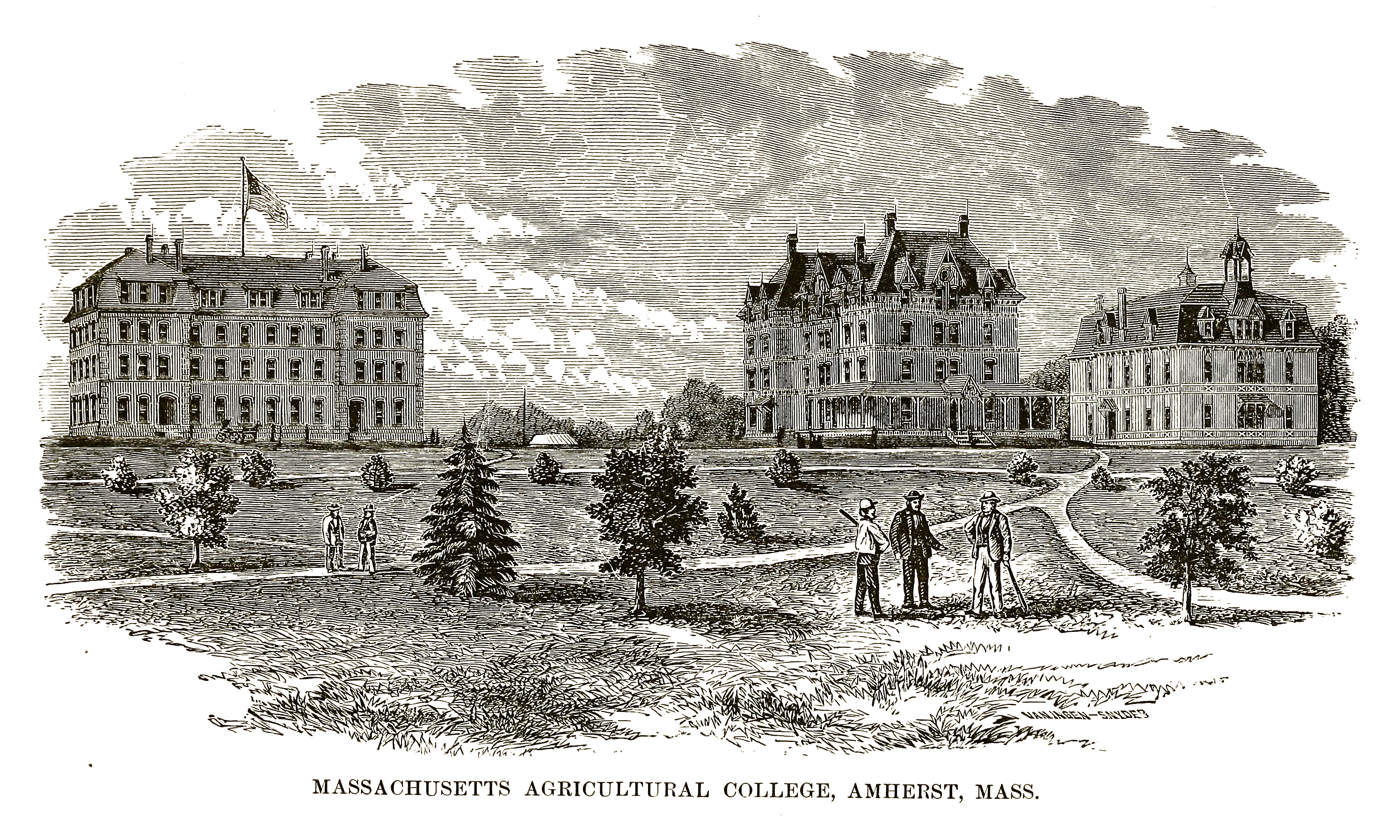
Massachusetts Agricultural College (Stich, 1879)

## Campus
Die University of Massachusetts Amherst nimmt eine Fläche von insgesamt knapp 5,87 km² ein. Der zusammenhängende Großteil der Grundstücke liegt nahe dem Zentrum von Amherst.

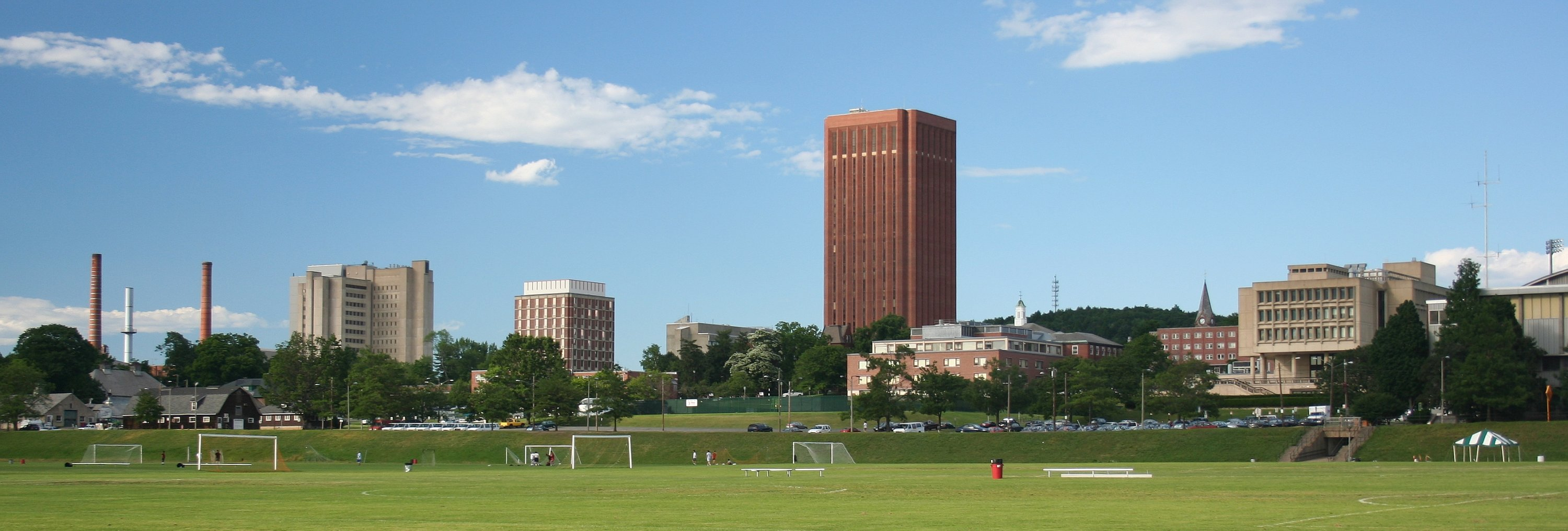
Blick auf die Universität von den universitätseigenen Sportanlagen South Athletic Fields: links der Lederle Graduate Research Tower, aufgrund perspektivischer Verzerrung scheinbar daneben der niedrigere „Turm“ der Thompson Hall und die Bibliothek, rechts der Gussbetonbau der Psychologiefakultät Tobin Hall

### Die Bibliothek
Von weitem sichtbar ist vor allem der in rotem Backstein gehaltene Turm der W.E.B. Du Bois Library von Architekt Edward Durell Stone (Büro Edward Durell Stone & Associates). Der Bau wurde bei seiner Fertigstellung 1974 als höchstes Bibliotheksgebäude der Welt bezeichnet; mit seinen 26 Stockwerken bzw. 90 Meter (297 Fuß) Höhe ist es noch heute das höchste Bibliotheksgebäude der USA und nach Angaben von Bibliotheksmitarbeitern die höchste Universitätsbibliothek weltweit. Benannt nach dem afroamerikanischen Bürgerrechts-Aktivisten William E.B. DuBois, beherbergt die Bibliothek über 5,8 Millionen Monographien, Periodika und andere Werke.
Der Bibliotheksturm kann aus statischen Gründen allerdings nicht auf allen Stockwerken zur Bücheraufbewahrung benutzt werden – das Gebäude könnte deren hohes Gewicht nicht aushalten. Mehrere der höheren Stockwerke werden daher für Büros der Verwaltung und zwei größere Räume als Computerräume für die Studenten genutzt. Hintergrund ist nach übereinstimmenden Darstellungen von Professoren und Studenten der Universität, dass das Gebäude ursprünglich als Bürobau in Boston entworfen worden sei, dort jedoch nicht den Zuschlag bekommen habe. Als der Bibliotheksbau von Amherst ausgeschrieben worden sei, habe das Architekturbüro den ohnehin schon fertigen Entwurf zu einem günstigen Preis anbieten können. Die Universität als staatliche Institution sei gehalten gewesen, dem preisgünstigsten Entwurf den Zuschlag zu geben, woraufhin die Wahl auf den Turm gefallen sei, der nicht eigens für die Universität entworfen worden sei und sich daher als statisch unzureichend erwiesen habe.

### Die Alte Kapelle
Neben dem Bibliotheksturm steht die Alte Kapelle („Old Chapel“), ein Steinbau aus Granit vom nahen Steinbruch in Pelham. Der Grundstein des zunächst turmlosen Gebäudes wurde am 6. November 1884 gelegt. 1886 wurde die Alte Kapelle, wie geplant, als Kombination aus Bibliothek (Erdgeschoss) und Gotteshaus (Obergeschoss) in Gebrauch genommen. Sie war damals das größte Gebäude auf dem Campus. Bereits 1885 war eine Finanzierung für den Bau eines Kapellenturms verabschiedet worden, der 1892 durch die Errichtung des Uhrturms verwirklicht wurde. 1915 wurde in der Alten Kapelle der letzte Gottesdienst abgehalten, seither diente sie in wechselvoller Geschichte als Unterrichtsraum, Sporthalle für Frauen und von den 1950er Jahren bis 1997 als Räumlichkeiten der universitätseigenen Blaskapelle. Ab 1997 wurden der obere Teil des Uhrturms erneuert, die Uhrenblätter wiederhergerichtet und die Glocken neugegossen und wieder im Turm aufgehängt. Das Glockenspiel wurde erweitert und der ursprüngliche Uhrmechanismus instand gesetzt. Die zukünftige Nutzung der Alten Kapelle war in nach der Jahrtausendwende noch nicht entschieden.

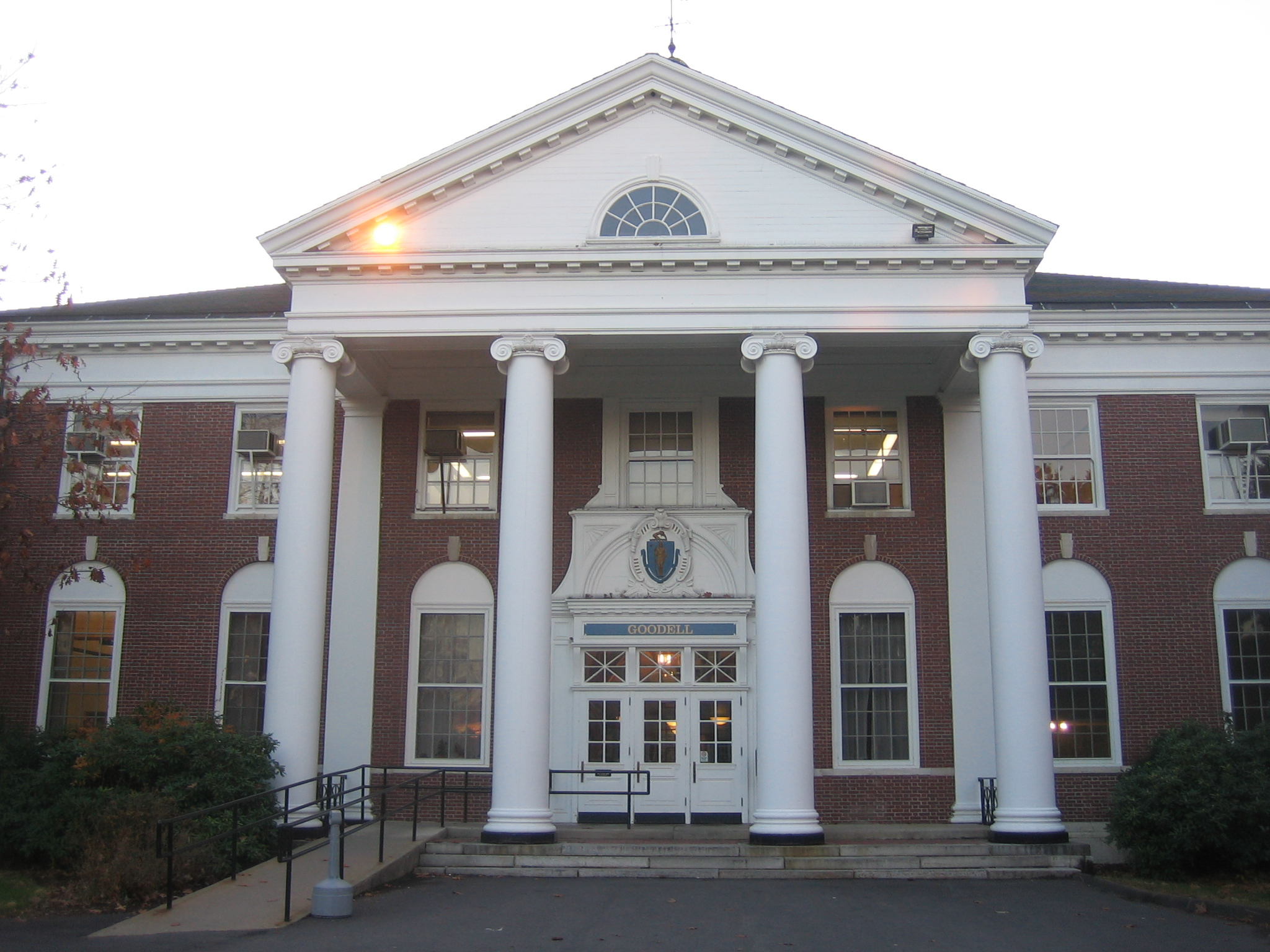
Die Godell Hall, in traditionellem Baustil

### Weitere alte Gebäude
Auf dem Boden der Universität steht das älteste Haus von Amherst, errichtet im 18. Jahrhundert. Zumindest für die Verhältnisse der Hochschule alt sind auch die Gebäude Stockbridge-Haus (1876) und South College (1885). Insgesamt befinden sich auf dem Campus 23 Gebäude, die auf einer Liste historischen und archäologischen Erbes von Massachusetts stehen (Inventory of Historic and Archaeological Assets of the Commonwealth of Massachusetts).

### Bedeutende Gebäude – in Gussbeton
Weitere zentrale Gebäude des Universitätscampus wurden in den 60er und 70er Jahren, vor allem mit Fassaden aus Gussbeton, gebaut: Allein von 1960 bis 1970 wurden 70 neue Bauten errichtet, die Arbeiten an acht weiteren liefen 1970 noch. Architektonisch bedeutend sind vor allem das Fine Arts Center und das Lincoln Campus Center.

#### Das Lincoln Campus Center

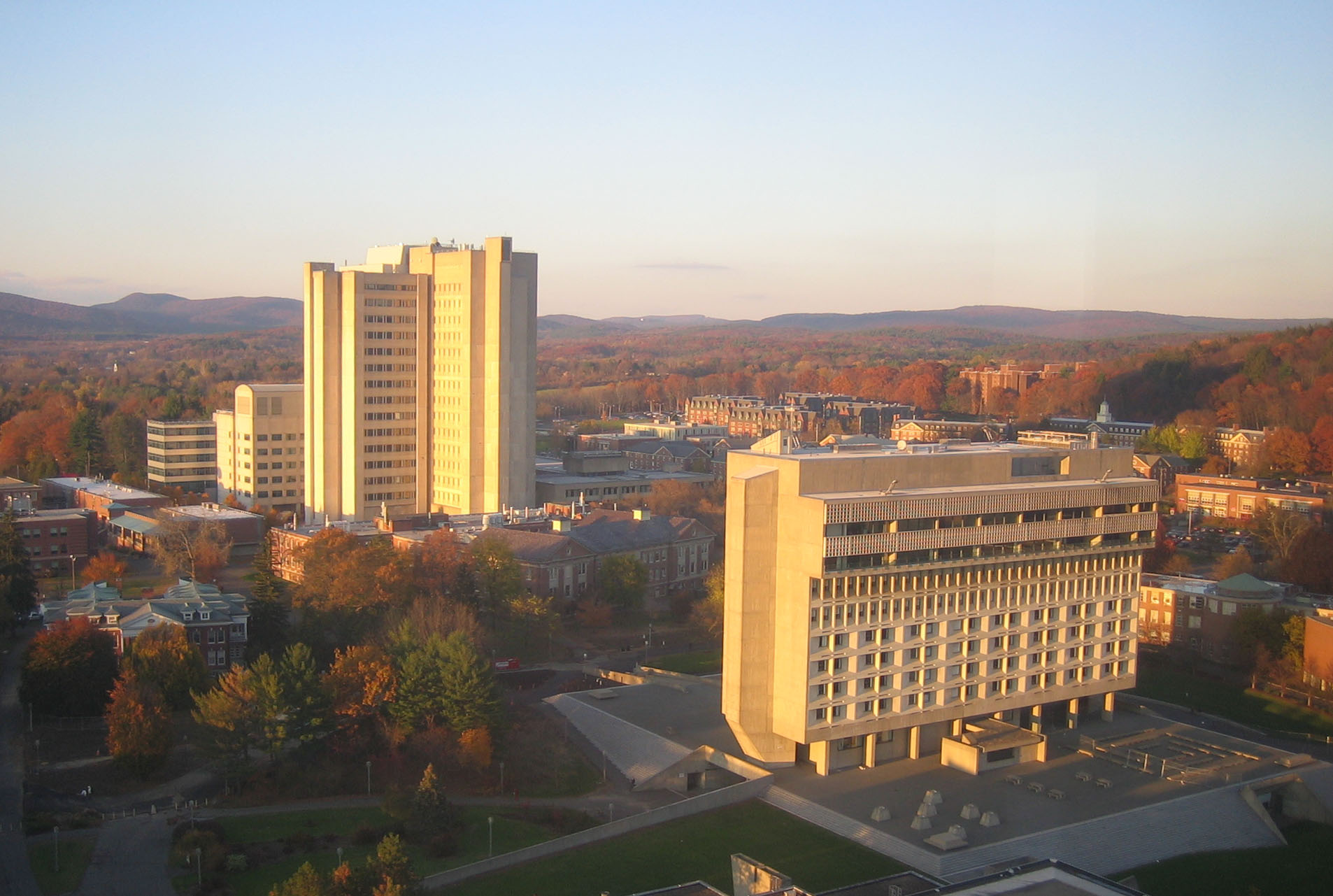
Breuers Campus Center (rechts) und Lederle Graduate Research Tower

Das Lincoln Campus Center – auch Murray D. Lincoln Campus Center, üblicherweise abgekürzt als Campus Center – sowie ein nahes Parkhaus, die mit einem unterirdischen Gang miteinander verbunden sind, wurden von Marcel Breuer, einem Schüler und späteren Kollegen und Partner von Bauhaus-Gründer Walter Gropius, entworfen. Das Campus Center ist benannt nach Murray D. Lincoln (1892–1966), der 1914 einen Bachelor-Abschluss von der Universität erhielt und später an der Universität (Director of Agriculture in den 1950er Jahren), aber vor allem darüber hinaus, unter anderem im Beratungsgremium der Vereinten Nationen (United Nations Advisory Board), eine bedeutende Persönlichkeit wurde. Das Campus Center wurde 1970 fertiggestellt und beherbergt ein hochwertiges Hotel; es wird auch zur praktischen Ausbildung von Studenten in Hotel- und Tourismusstudien genutzt. Bis ca. 2005 war auf den beiden obersten Etagen des Baus ein Restaurant untergebracht, danach wurden die beiden Stockwerke umgebaut, um unter anderem eine Mensa aufzunehmen.

#### Das Fine Arts Center

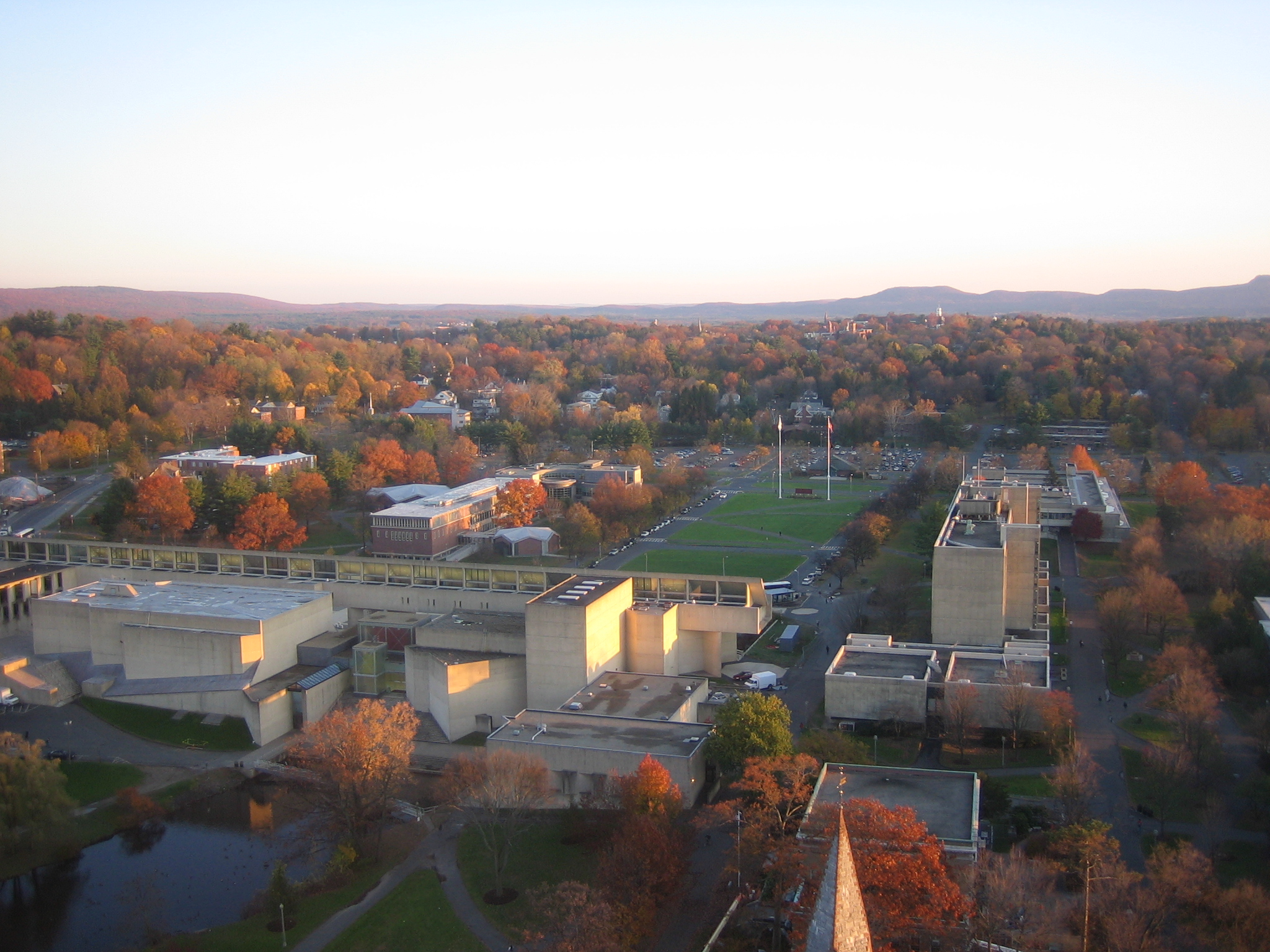
Roche/Dinkeloos Fine Arts Center (links, Rückansicht)

Das Fine Arts Center wurde vom namhaften Architektenduo Roche-Dinkeloo entworfen und 1968 bis 1974 fertiggestellt. Der Bau beherbergt unter anderem zwei Säle für Konzerte und Theateraufführungen, Probenräume für Musikstudenten und Büros für Professoren. Der ursprüngliche Bau ließ zwischen den beiden Theatern ebenerdig einen breiten, von den oberen Etagen des Gebäudes überdachten Durchbruch auf einen großen Teich, an dessen westlicher Seite die Bibliothek und die Alte Kapelle stehen. Etwa im Jahr 1999 wurde der Durchbruch mit Einverständnis von Roche in ein Foyer umgewandelt. Ca. 2002 wurde außerdem vor dem einen Theater eine Kartenverkaufs- und Informationsstelle eingebaut, ansonsten blieb der ursprüngliche Bau bis hin zu den orangefarbenen bzw. auffällig grünen Teppichen der beiden Theater fast unverändert erhalten. Probleme ergeben sich allerdings aus der Bausubstanz: Der Beton ist für die kalten Winter Neuenglands eigentlich nicht gut geeignet, da die in feine Risse eindringende Nässe nach dem Gefrieren das Material überstrapaziert und zu undichten Stellen führt. Nach einer Sanierung des Flachdaches gibt es zurzeit (Stand Februar 2006) noch immer Schwierigkeiten mit den nicht ganz dichten Schrägdächern. Die drei- und zweimanualigen Orgeln der Konzerthalle sowie der Recital-Halle stammen aus Deutschland und wurden 1972 von den Orgelbauern Oberlinger erbaut. Deren Disposition stammte in Zusammenarbeit mit Oberlinger von Prof. John King, dem damaligen Leiter der Orgelabteilung der Universität.

### Studentenwohnheime
Die Studentenwohnheime der Universität sind in Wohnvierteln (residential areas) auf dem Campus zusammengefasst. Während der regulären Vorlesungszeiten von September bis Dezember und Februar bis Mai wohnen ungefähr 12.000 Studenten in den teilweise über zwanzigstöckigen Gebäuden, die eine mit Hongkong vergleichbare Bevölkerungsdichte haben. Die übrigen Studenten wohnen teils in anderen Teilen von Amherst, dessen Einwohnerzahl sie während der Semester nahezu verdoppeln, teils in umliegenden Orten.

## Studienangebot
Das Studienangebot der University of Massachusetts Amherst umfasst unter anderem:
- Geistes-, Sozial- und Verhaltenswissenschaften
- Ingenieurwissenschaften
- Landwirtschaft (Stockbridge School of Agriculture)
- Musik
- Naturwissenschaften und Mathematik
- Landschaftsarchitektur und Regionalplanung
- Öffentliche Gesundheit und Gesundheitswissenschaften
- Pädagogik (School of Education)
- Pflege
- Wirtschaftswissenschaften (Isenberg School of Management)

Forscher am Fachbereich Physik und Astronomie gehören zu einer Forschergruppe an mehreren Universitäten, die im Frühjahr 2007 von der National Science Foundation (NSF) Forschungsgelder in Höhe von 500 bis 600 Millionen US-Dollar – die bislang höchste Summe, die die NSF je vergeben hat – zugesprochen bekommen haben, um die Gravitationsverhältnisse beim Kollaps von zwei Schwarzen Löchern zu erforschen. Die Forschungsgelder wurden bereits weiter aufgestockt.

## Zahlen zu den Studierenden
Im Herbst 2021 waren 32.045 Studierende eingeschrieben. Davon strebten 24.231 ihren ersten Studienabschluss an, in der Regel einen Bachelor, sie waren also undergraduates. 7.814 arbeiteten auf einen weiteren Abschluss hin, einen Master oder Doktorgrad (PhD), sie waren graduates.
Im Herbst 2020 gab es 31.642 Eingeschriebene, davon 24.233 undergraduates (davon 51 % weiblich und 49 % männlich) und 7.409 graduates. 11 % der undergraduates bezeichneten sich als asiatisch, 8 % als Hispanic/Latino. Im Jahr 2010 studierten 21.373 der 27.569 Studierenden auf einen Bachelor und 6.196 Studierende waren graduates.

## Sport und Studentenaktivitäten

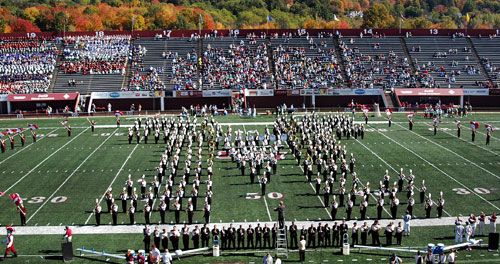
Massachusetts Minuteman Marching Band vor einem Sportspiel

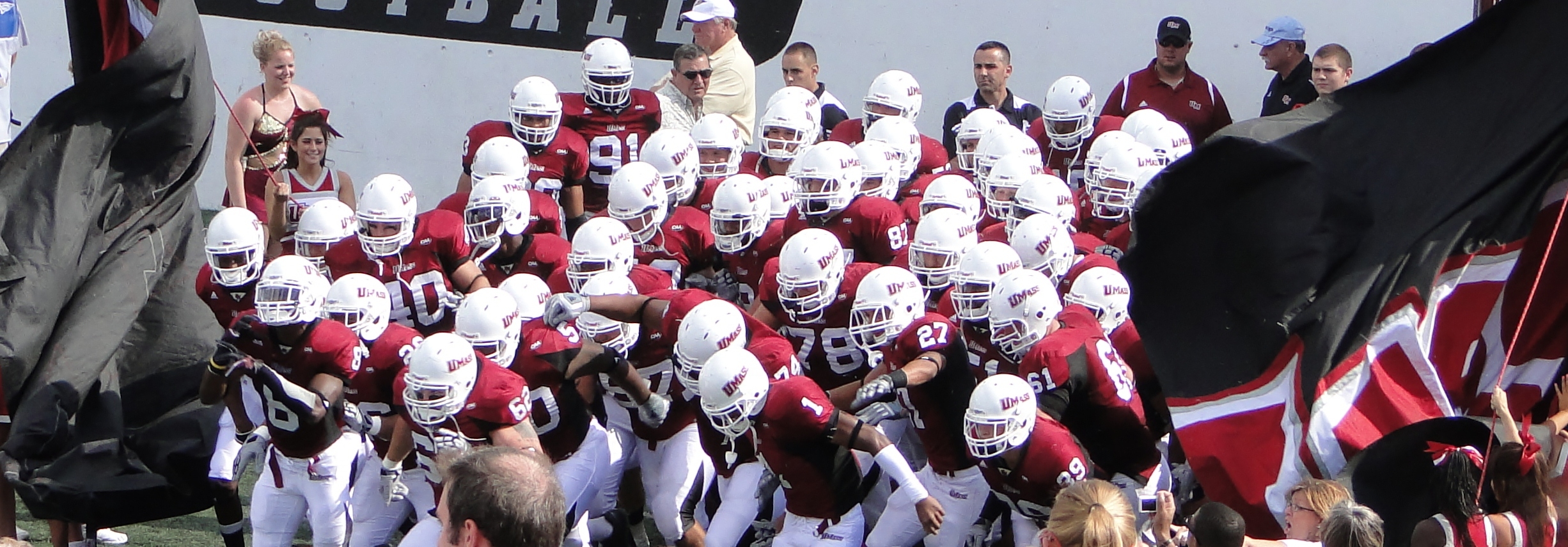
UMass-Football-Team im Warren McGuirk Alumni Stadium

Die Sportmannschaften der Universität tragen den Namen Minutemen. Die Hochschule ist seit Juli 2025 Mitglied der Vereinigung für Collegesport Mid-American Conference.
Die American-Football-Mannschaft der Universität spielte bis 2011 in der Division I – Championship Subdivision (bis 2005: Division I-AA) der US-amerikanischen Hochschul-Mannschaften, die etwa der „Zweiten Liga“ des College Football entspricht. Seit 2012 treten die Minutemen in der NCAA Division I Football Bowl Subdivision an. 1998 gewannen die Minutemen die Meisterschaft der (noch nicht umbenannten) Division I-AA, 2006 unterlagen sie im Finale der Appalachian State University aus North Carolina (28:17) und wurden Vizemeister.
Zu den Heimspielen der American-Football-Mannschaft spielt meist die University of Massachusetts Minutemen Marching Band, eine 1935 gegründete Blaskapelle mit etwa 300 Mitgliedern (Stand 2005). Die Blaskapelle tritt auch außerhalb von Amherst auf und hat für ihre Leistungen unter anderem 1998 die Sudler Trophy gewonnen, eine seit 1982 jährlich verliehene Auszeichnung für US-amerikanische Universitäts-Blaskapellen, die laut Statuten nicht zweimal an die gleiche Universität vergeben werden darf.
Die Universität hat den zweifelhaften Ruf einer (je nach Perspektive: exzessiven) „Party-Universität“ für Bachelor-Studenten. Entsprechende Ergebnisse ergaben auch Beurteilungen durch die Zeitschrift „Princeton Review“, die per Internetumfragen jedes Jahr USA-weit tausende Bachelor-Studenten (z. B. 2006: über 110.000) nach Alkohol- und Drogenkonsum, Studienzeit in Stunden pro Tag und der Anzahl von Studenten in Fraternities und Sororities (Studentenverbindungen, die oft im Ruf stehen, viele und zum Teil exzessive Partys zu veranstalten) befragt und daraus die Top Twenty Party Schools der USA ermittelt. Die University of Massachusetts Amherst lag auf dieser Liste in den letzten Jahren wiederholt auf den vorderen Plätzen (2004: Platz 13; 2005: Platz 9; 2006: Platz 7). In der ersten vom Playboy erstellten Liste von 40 „Party-Universitäten“ (sowie 16 ehrenvollen Erwähnungen) war die Universität auf Platz 35 erschienen, in den späteren Listen 2002 (Top 25) und 2006 (Top 10) wurde sie nicht mehr erwähnt. Der Ruf hat der Universität vor allem unter den Partygängern den Beinamen „ZooMass“ (gebildet aus zoo und UMass) eingetragen.
Da in den USA erst im Alter von 21 Jahren Alkohol getrunken werden darf, Bachelorstudenten aber in der Regel 18 bis 22 Jahre alt sind, hängt studentischer Alkoholgenuss eng mit Illegalität zusammen; um trotz Alterskontrollen in Kneipen Alkohol zu konsumieren, betrinken sich einige Studenten gezielt und in relativ kurzer Zeit vor dem Ausgehen (engl. binge drinking). Vor diesem Hintergrund unterzeichnete der Präsident der University of Massachusetts Amherst im August 2008 als einer von zahlreichen Universitätspräsidenten und -kanzlern die Amethyst-Initiative, die eine Diskussion des in den USA üblichen Mindestalters für Alkohol anstoßen möchte.

## Kooperationen
Die University of Massachusetts Amherst hat regionale wie auch internationale Kooperationen und Austauschvereinbarungen. Dazu gehören unter anderem:

### Five Colleges
Die University of Massachusetts Amherst ist eine von fünf regionalen Hochschulen, den sogenannten Five Colleges, die sich 1965 zu einem losen Verbund mit unter anderem abgestimmtem Kursangebot zusammengeschlossen haben. Zu dem Verbund gehören weiterhin Amherst College, Smith College, Hampshire College und Mount Holyoke College.

### Deutschland
Im Jahr 1964 wurde das Austauschprogramm University of Massachusetts Baden-Württemberg eingerichtet, das zunächst Studenten der Albert-Ludwigs-Universität Freiburg und der University of Massachusetts Amherst ermöglichte, ein Jahr an der jeweils anderen Hochschule zu studieren. 1984 wurde das Programm auf sämtliche Universitäten des Landes Baden-Württemberg sowie sämtliche Standorte der University of Massachusetts ausgedehnt. Über 4.000 Studenten aus Baden-Württemberg haben seit Gründung des Programms in Massachusetts studiert, die meisten auf dem Hauptcampus in Amherst. Auch weitere Hochschulen wie z. B. die Technische Universität Berlin organisieren mittlerweile Austauschprogramme.
Inzwischen besteht auch ein Austauschprogramm mit den Universitäten von Hessen.

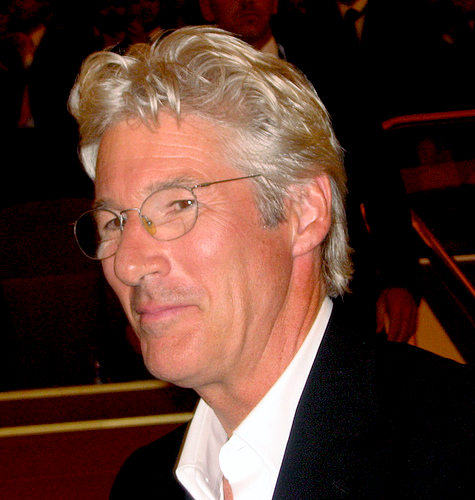
Schauspieler Richard Gere: 1969 Abbruch des Philosophiestudiums nach 2 Jahren

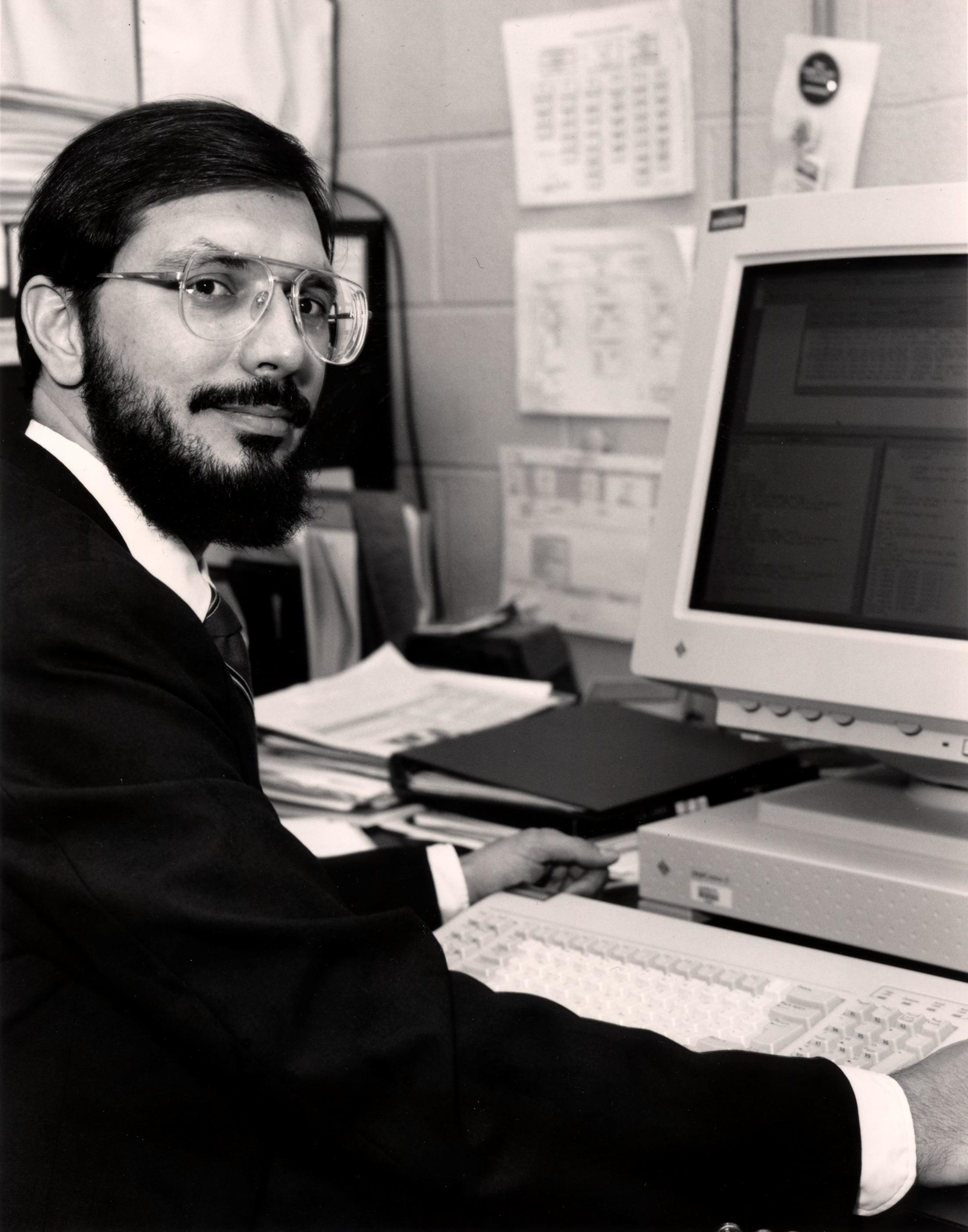
Physik-Nobelpreisträger Russell Hulse: Promotion 1975 über Physik

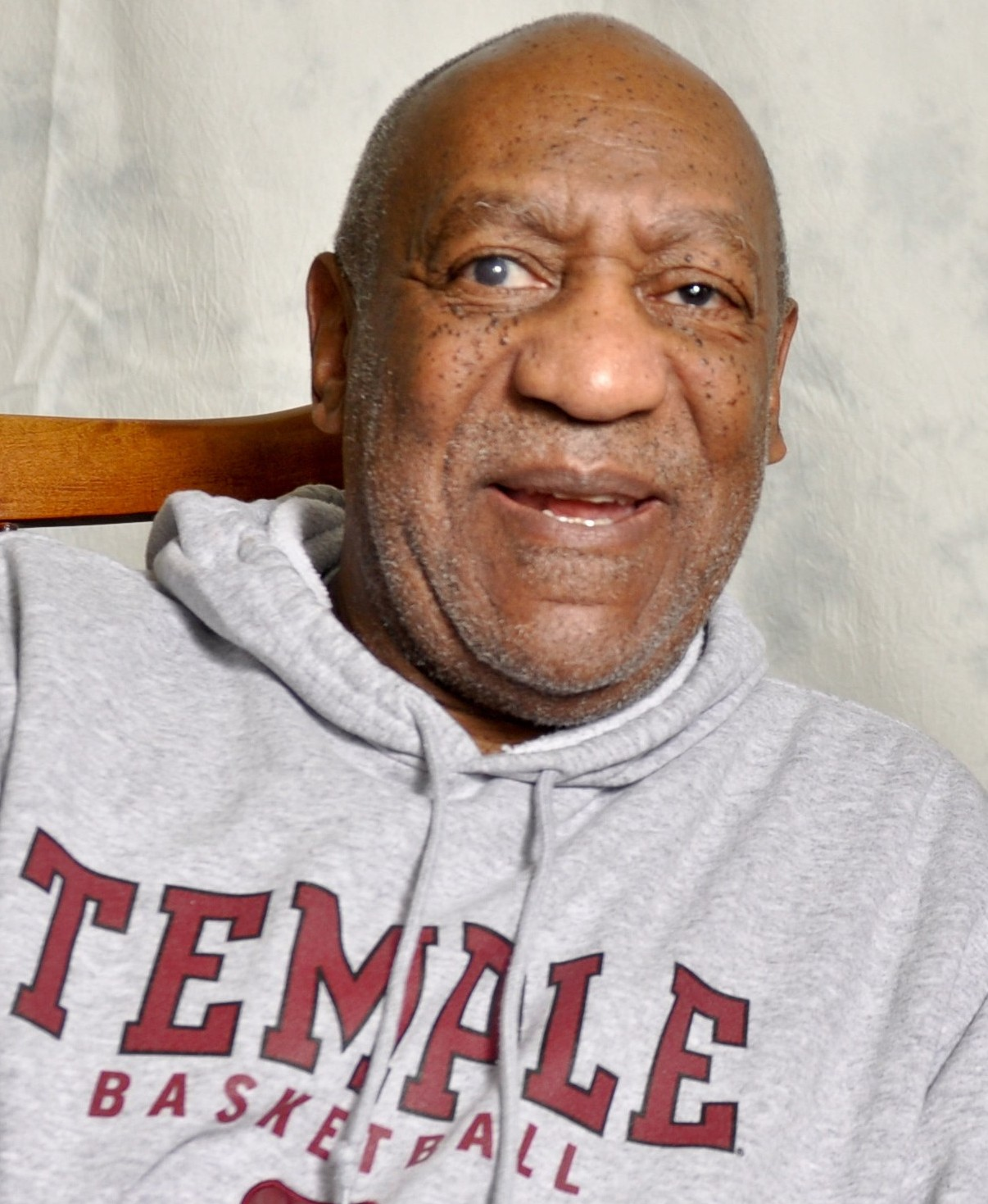
Komiker Bill Cosby: 1976 Promotion über Pädagogik

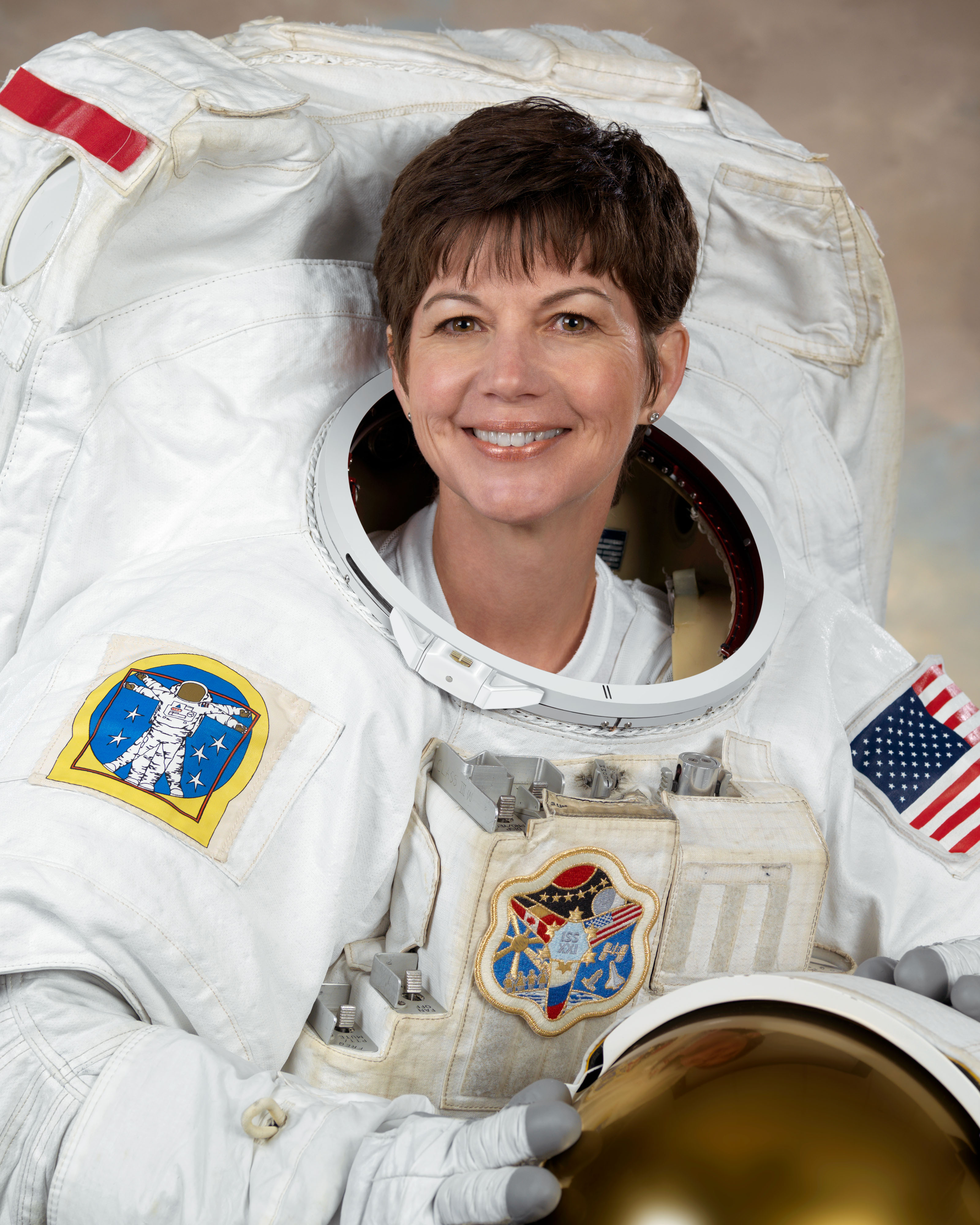
Astronautin Catherine Coleman: 1991 Promotion über Polymer- und Ingenieurwissenschaften

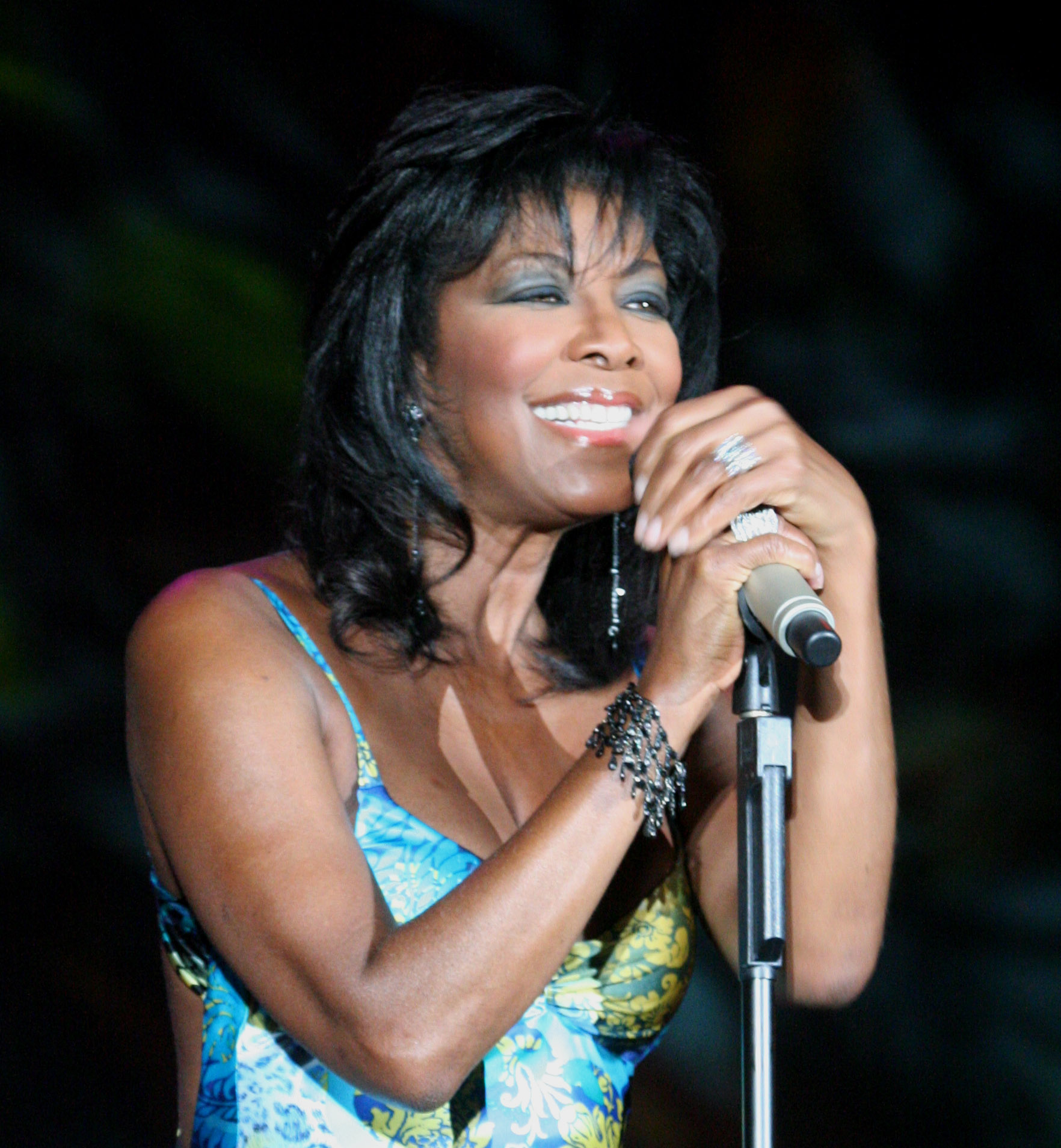
Natalie Cole

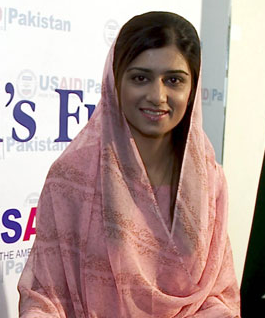
Erste weibliche Außenministerin Pakistans, Hina Rabbani Khar: 2001 Master in Wirtschaft

## Persönlichkeiten
An der University of Massachusetts Amherst studierten oder lehrten etliche bekannte Persönlichkeiten:
- Justin Braun (* 1987), Eishockeyspieler, Studium
- William P. Brooks (1851–1938), Agrarwissenschaftler und O-yatoi gaikokujin (ausländ. Experte) im Japan der Meiji-Zeit, wohl Bachelor 1875 und 1905–06 Universitätspräsident
- Chuck Close (1940–2021), Maler und Photograph, arbeitete an der Universität als Kunstdozent
- Natalie Cole (1950–2015), Sängerin, Tochter von Nat King Cole, Bachelor in Kinderpsychologie mit Nebenfach Deutsch 1972 (mit einem kurzen Studienabschnitt an der University of Southern California)
- Catherine Grace Coleman (* 1960), NASA-Astronautin, Doktor in Polymer-Wissenschaften (polymer science, Teil der Werkstoffwissenschaften) und Ingenieurwesen 1991
- Jeff Corwin (* 1967), Moderator und Produzent von Tierfilmen, Master of Science in wildlife and fisheries conservation
- Bill Cosby (* 1937), Komiker und Schauspieler, Doktor der Pädagogik (“Ed.D.”) 1976
- Victor Cruz (* 1986), American-Football-Spieler und Sieger des Super Bowl XLVI
- Julius Erving, auch „Dr J“, (* 1950), einer der bekanntesten Basketballspieler der 70er Jahre, brach im dritten Jahr sein Wirtschaftsstudium ab, schloss seinen Bachelor 1986 durch das University Without Walls-Programm der Universität ab[20]
- Mario Ferraro (* 1998), kanadischer Eishockeyspieler, Studium
- Richard Gere (* 1949), Schauspieler, 2 Jahre Philosophiestudium per Gymnastik-Stipendium, danach Studienabbruch[21]
- Lila M. Gierasch (* 1948), seit 1994 Professorin für Biochemie und Molekularbiologie sowie Leiterin des Department of Chemistry und des Department of Biochemistry and Molecular Biology
- Jonathan Hensleigh (* 1959), Drehbuchautor (z. B. Jumanji, Armageddon – Das jüngste Gericht) und Regisseur, Bachelor in Geschichte 1981[22]
- Russell Hulse (* 1950), Physiker und 1993 Nobelpreis, Doktor in Physik 1975
- Matt Irwin (* 1987), Eishockeyspieler, Studium
- Anshu Jain (1963–2022), Bankmanager und ehemaliger Deutsche-Bank-Co-Vorstandsvorsitzender, MBA 1985
- Kang Kyung-wha (* 1955), südkoreanische Außenministerin und Diplomatin, Master (1981) und Doktor (1984) in Communication
- Fardeen Khan (* 1974), indischer (Bollywood)-Schauspieler, Wirtschafts-Studium (Business Administration)
- Hina Rabbani Khar (* 1977), erster weiblicher und bis dato jüngster Außenminister von Pakistan (2011–2013), Master of Science in Business Management 2001[23]
- Madeleine M. Kunin (* 1933), Gouverneur von Vermont (1985–91) und US-Botschafter in der Schweiz (1996–99), Bachelor ca. 1955
- Yusef Lateef (1920–2013), Jazz-Musiker, Doktor der Pädagogik (“Ed.D.”) 1975
- Loretta Long (* 1938), Schauspielerin bekannt aus der US-Sesamstraße, Doktor in städtischer Pädagogik (Urban Education) 1973
- Fidelis Leite Magalhães, osttimoresischer Politiker
- Cale Makar (* 1998), kanadischer Eishockeyspieler und U20-Weltmeister, Studium
- William Manchester (1922–2004), Historiker und Schriftsteller, Gewinner der National Humanities Medal, Bachelor 1946
- William Monahan (* 1960), Drehbuchschreiber (The Departed) und Autor, studierte “Elizabethan and Jacobean drama”[24]
- Brandon Montour (* 1994), Eishockeyspieler und Vizeweltmeister 2019, Studium
- Yewande Olubummo (* 1960), nigerianisch-amerikanische Mathematikerin und Hochschullehrerin
- Rick Pitino (* 1952), Basketballtrainer
- Bill Pullman (* 1953), Schauspieler, Master der Schönen Künste
- Jonathan Quick (* 1986), Eishockey-Torwart und Olympiasilbergewinner 2010, Studium
- Louis W. Ross (1893–1966), Architekt aus Boston, der viele Gebäude der Universität entwarf
- Briana Scurry (* 1971), Fußballtorwart und zweifache Olympiagewinnerin (1996 und 2004), Studium
- Betty Shabazz (1936–1997), Pädagogin und Bürgerrechtlerin, Ehefrau von Malcolm X, Doktor der Pädagogik („Ed.D.“) 1972–75
- Conor Sheary (* 1992), Eishockeyspieler, Studium
- Steven Sinofsky (* 1965), 2009 bis 2012 Geschäftsleiter der Windows Division von Microsoft, Master in Informatik 1989
- Mose Penaani Tjitendero (1943–2006), 1990 bis 2004 Sprecher der namibischen Nationalversammlung, Doktor in Pädagogik (Internationale Pädagogik) 1977[25]
- Frank Vatrano (* 1994), Eishockeyspieler und U18-Weltmeister, Studium
- Jack Welch (1935–2020), Vorstandsvorsitzender (CEO) von General Electric 1981–2001, Bachelor of Science in Chemieingenieurwesen 1957